# Wladimir Sergejewitsch Semakow
Wladimir Sergejewitsch Semakow (russisch Владимир Сергеевич Семаков; * 11. Mai 1985 in Saransk) ist ein ukrainischer und vormals russischer Biathlet.

## Karriere
Wladimir Semakow startete international erstmals im Rahmen der Weltmeisterschaften im Sommerbiathlon der Junioren in Osrblie, wo er 24. im Sprint, 16. der Verfolgung, Elfter im Massenstart und mit der Staffel Vierter wurde. Es dauerte bis zu den Junioren-Weltmeisterschaften 2006 in Presque Isle, dass der Russe erneut international eingesetzt wurde. In den USA belegte er bei den Wettkämpfen Platz 32 im Einzel, 19 im Sprint und 25 im Verfolgungsrennen. Weitaus erfolgreicher wurde Semakows Start bei den kurz danach ausgetragenen Junioren-Europameisterschaften in Langdorf. Im Einzel verpasste er als Viertplatzierter noch knapp eine Medaille, in Sprint, Verfolgung und mit Pawel Borisow, Wiktor Wassiljew und Jewgeni Ustjugow im Staffelrennen gewann er drei Goldmedaillen.
Zum Auftakt der Saison 2007/08 gab Semakow sein Debüt im Biathlon-Europacup und damit im Leistungsbereich. In Geilo lief er in seinem ersten Rennen, einem Sprint, sogleich auf den 12. Platz und damit in die Punkteränge. Es sollte bis 2010, wo er in Pokljuka fünfte Plätze in Sprint und Verfolgung belegte, sein bestes Ergebnis in der Rennserie bleiben. Erstes Großereignis bei den Herren und einziger internationaler Auftritt des Jahres wurden die Sommerbiathlon-Weltmeisterschaften 2008 in der Haute-Maurienne, wo der Russe bei den Wettkämpfen auf Skirollern 20. im Sprint und 17. der Verfolgung wurde. Auch im folgenden Jahr startete Semakow international einzig bei den Sommerbiathlon-Weltmeisterschaften 2009. In Oberhof erreichte er auf Skirollern im Sprint Platz 17 und wurde in der Verfolgung 18. Erstes Großereignis im Winter wurden die Biathlon-Europameisterschaften 2010 in Otepää, bei denen der Russe im Einzel Sechster wurde und mit Alexei Wolkow, Dmitri Malyschko und Wiktor Wassiljew hinter der deutschen Vertretung die Silbermedaille im Staffelwettbewerb gewann.
National gewann Semakow bei den Russischen Meisterschaften im Biathlon 2009 in Uwat mit der Vertretung der Republik Mordowien die Silbermedaille mit der Staffel. Mit Marsel Scharipow, Artjom Uschakow und Wiktor Wassiljew gewann er 2010 den Titel.
Im Sommer 2014 legte Semakow gemeinsam mit Olexander Schyrnyj seine russische Staatsbürgerschaft nieder und erwarb die ukrainische Staatsbürgerschaft.
Am 8. Januar 2015 gab er sein Debüt beim Weltcup in der Staffel in Oberhof, wo er den zweiten Platz und sein Team den fünften Platz erzielen konnte. Sein erstes persönliches Rennen für die Ukraine hatte er am nächsten Tag, als er im Sprint den 79. Platz belegte. Er nahm in dieser Saison an einigen weiteren Wettkämpfen teil, konnte sich für den Weltcup allerdings nicht weiter qualifizieren. Sein bisher bestes Weltcup-Ergebnis ist Platz 12 im Sprint in Rasen-Antholz in der Saison 2017–18. Bei den Weltmeisterschaften 2017 belegte er im Sprint den 73. Platz. Semakow qualifizierte sich als Vertreter der Ukraine für die Olympischen Winterspiele 2018 und belegte im Einzel den 31. Platz und im Sprint 78. Platz.

## Statistiken

### Weltcupplatzierungen
Die Tabelle zeigt alle Platzierungen (je nach Austragungsjahr einschließlich Olympische Spiele und Weltmeisterschaften).
- 1.–3. Platz: Anzahl der Podiumsplatzierungen
- Top 10: Anzahl der Platzierungen unter den ersten zehn (einschließlich Podium)
- Punkteränge: Anzahl der Platzierungen innerhalb der Punkteränge (einschließlich Podium und Top 10)
- Starts: Anzahl gelaufener Rennen in der jeweiligen Disziplin
- Staffel: inklusive Mixed- und Single-Mixed-Staffeln

| Platzierung         | Einzel | Sprint | Verfolgung | Massenstart | Staffel | Gesamt |
| ------------------- | ------ | ------ | ---------- | ----------- | ------- | ------ |
| 1. Platz            |        |        |            |             |         |        |
| 2. Platz            |        |        |            |             |         |        |
| 3. Platz            |        |        |            |             |         |        |
| Top 10              |        |        |            |             | 8       | 8      |
| Punkteränge         | 2      | 5      | 3          | 2           | 12      | 24     |
| Starts              | 8      | 23     | 7          | 2           | 12      | 52     |
| Stand: Karriereende |        |        |            |             |         |        |

### Olympische Winterspiele
Ergebnisse bei Olympischen Winterspielen:
|                                             | Einzelwettbewerbe | Einzelwettbewerbe | Einzelwettbewerbe | Einzelwettbewerbe | Staffelwettbewerbe | Staffelwettbewerbe |
| Sprint                                      | Verfolgung        | Einzel            | Massenstart       | Herrenstaffel     | Mixedstaffel       |                    |
| ------------------------------------------- | ----------------- | ----------------- | ----------------- | ----------------- | ------------------ | ------------------ |
| Olympische Winterspiele 2018 \| Pyeongchang | 78.               | –                 | 31.               | –                 | 9.                 | –                  |